# Jeżów

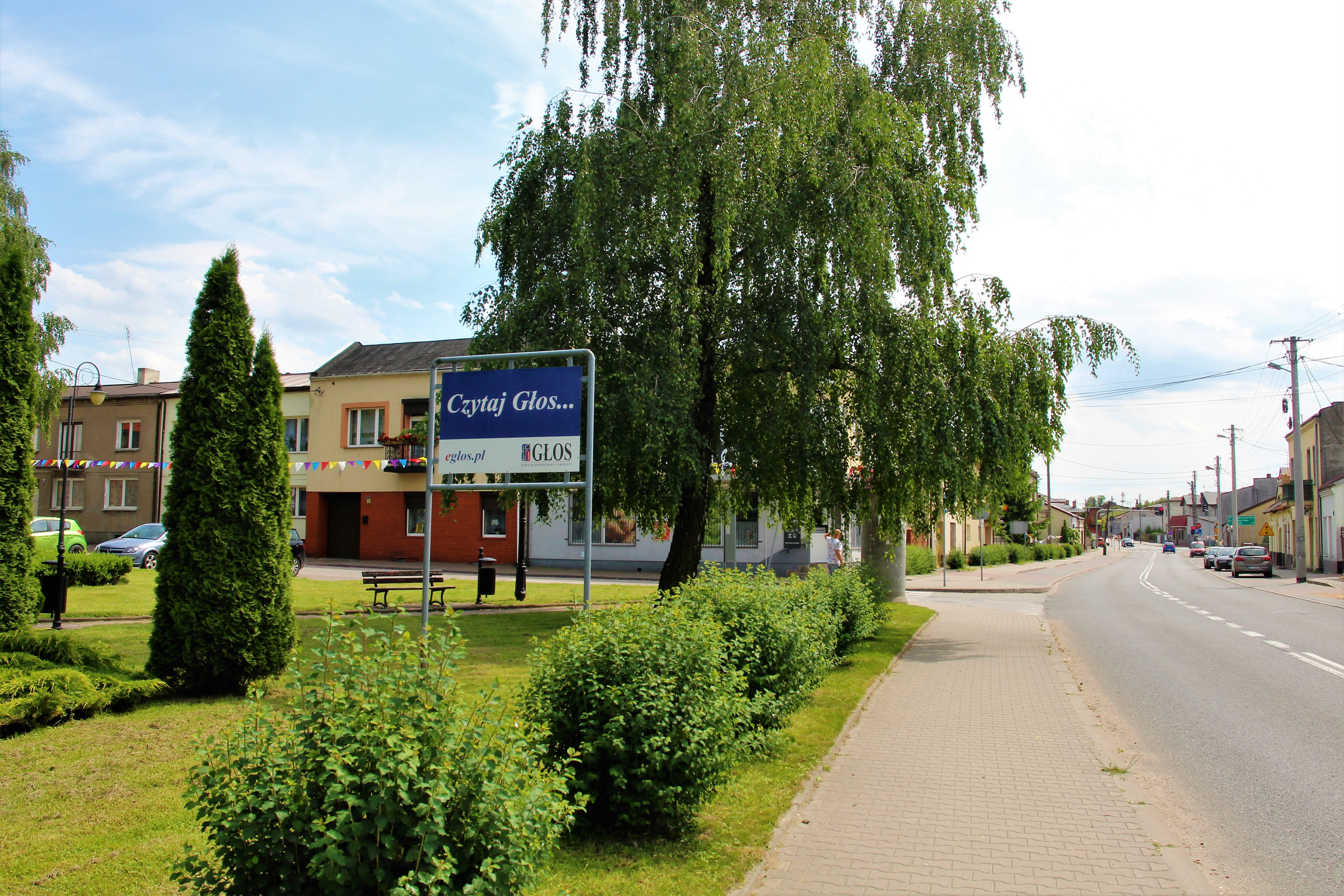
Fragment rynku

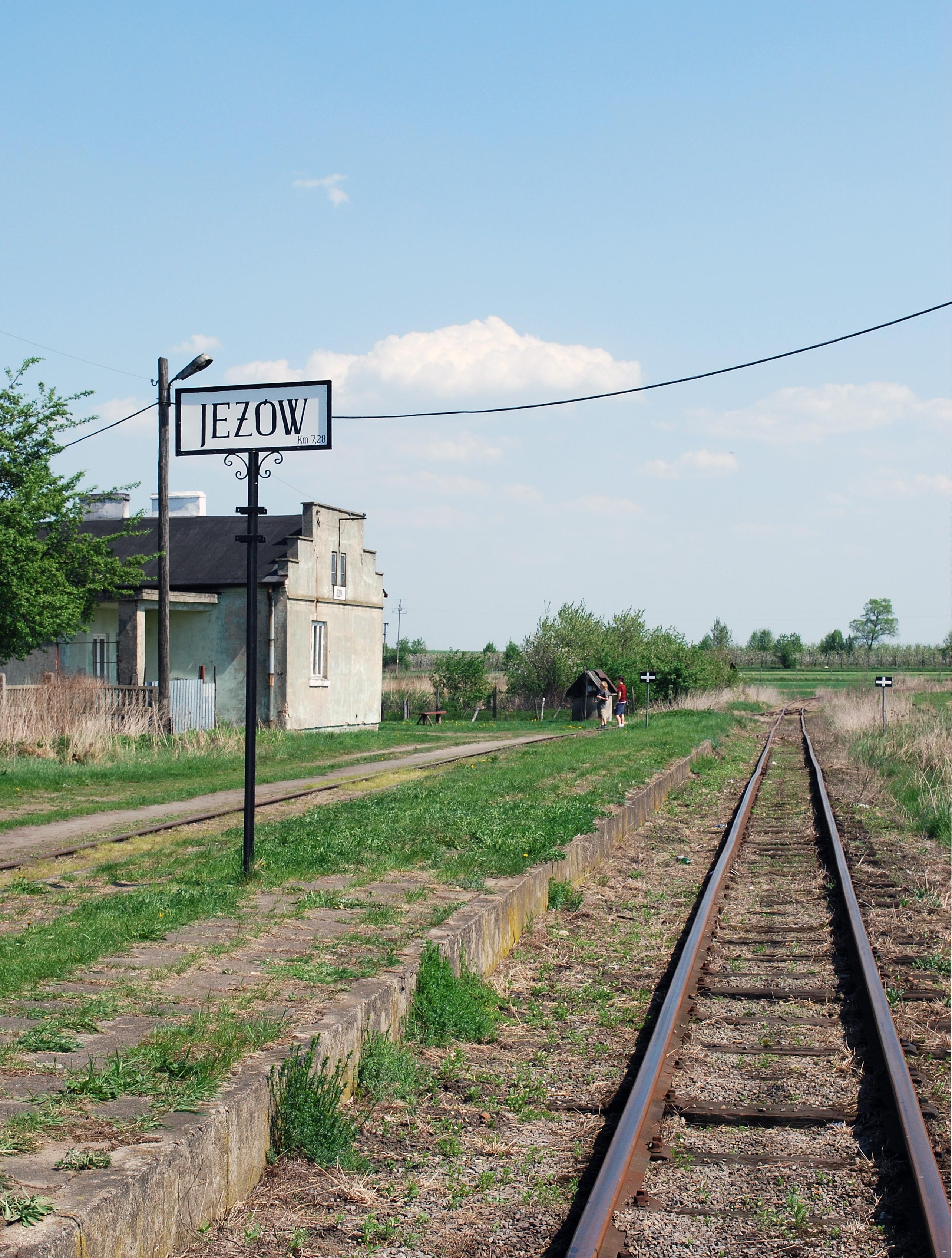
Stacja Rogowskiej Kolei Dojazdowej

Jeżów – miasto w Polsce w województwie łódzkim, w powiecie brzezińskim, w gminie Jeżów. Siedziba gminy Jeżów. 
Jeżów leży na historycznym Mazowszu, w dawnej ziemi rawskiej. Dawniej miasto duchowne, założone w 1334 roku, położone było w ziemi rawskiej województwa rawskiego. Zdegradowany do rangi wsi 31 maja 1870 roku i włączony do gminy Popień jako jej nowa siedziba. 21 września 1953 stał się siedzibą gminy Jeżów, a w latach 1954–1972 gromady Jeżów. Od 1973 ponownie w reaktywowanej gminie Jeżów. W latach 1975–1998 miejscowość należała administracyjnie do województwa skierniewickiego. Status miasta odzyskał 1 stycznia 2023.

## Historia
Najstarsze dzieje Jeżowa wiążą się z prepozyturą klasztoru benedyktynów w Lubiniu w Wielkopolsce. Przypuszczalnie prepozytura jeżowska została ufundowana za panowania Bolesława Krzywoustego, czyli w latach 1107–1138. Według Jana Długosza, kościół jeżowski pod wezwaniem św. Andrzeja został zbudowany z inicjatywy Piotra Włostowica, od roku 1117 palatyna księcia Bolesława. Benedyktyni administrowali obszerną parafią, obejmującą także wsie Góra, Mikulin, Jasienin, Krosnowa. Za czasów biskupa krakowskiego Gedki (czyli w latach 1166–1185) w konwencie jeżowskim odbył się synod archidiecezji gnieźnieńskiej z udziałem legata papieskiego Reginalda. Do końca XIII wieku Jeżów staje się jedną ze znaczniejszych osad w tym rejonie. Dokument Konrada I Mazowieckiego z roku 1239 sygnalizuje, że w osadzie Jeżów było targowisko i komora celna (usytuowana na drodze handlowej z Pomorza do Sandomierza). W roku 1257 książę Siemowit I uwolnił częściowo ludność Jeżowa od powinności na rzecz panującego, a w roku 1298 Bolesław II uczynił to całkowicie.

### Prawa miejskie
W roku 1334 za zgodą księcia Siemowita II Jeżów uzyskał prawa miejskie. Powstała miejscowa szkoła parafialna, pozostająca pod opieką prepozyta jeżowskiego. Z tej szkoły wywodzili się liczni studenci Akademii Krakowskiej. Już w roku 1406 w annałach tej uczelni został odnotowany niejaki Spytko, syn Stanisława, z Jeżowa (Spitko Stanislai de Jeszow). W latach 1462–1500 studiowało trzech żaków z Jeżowa, w latach 1500–1600 kolejnych trzynastu.
W roku 1462 po śmierci Władysława II, księcia płockiego, Ziemia rawska wraz z Jeżowem została przyłączona do Korony. Miasto rozwijało się i wysyłało osadników. Maciej, syn Macieja, z Jeżowa został w roku 1459 założycielem miasta Skierniewic. W mieście istniała łaźnia, z której raz w tygodniu zakonnicy i uczniowie szkoły parafialnej mogli korzystać bezpłatnie. Wcześnie powstały cechy kowali, stelmachów i szewców. Za czasów króla Zygmunta I Starego Jeżów nabył prawo do organizowania 9 jarmarków rocznie. Jego mieszkańcy byli zwolnieni z obowiązku dostarczania podwód dla wojska (dekrety z r. 1519 i 1546).
W roku 1494 miasto zostało zniszczone przez pożar. Zniszczeniu uległ także kościół pw. Św. Andrzeja. Odbudowę tego kościoła prowadził opat Piotr w latach 1494–1505. Po odbudowie Jeżów należał do grona najpiękniejszych miasteczek Polski. Gościł tu król Zygmunt I Stary (4 czerwca 1513 r.) i jego syn Zygmunt II August (10 maja 1552 r.).

### Upadek Jeżowa
W czasie „potopu szwedzkiego” (1655–1657) miasto zostało dwukrotnie doszczętnie złupione i zniszczone (po raz pierwszy w kwietniu 1655, po raz drugi w czerwcu 1657 r.). Po raz trzeci miasto dotkliwie ucierpiało podczas rokoszu Lubomirskiego w r. 1665, kiedy dokonano gwałtu na mieszczanach Jeżowa. Dwa lata później (1667) Jeżów (pomijając zakonników) liczył tylko 33 mieszkańców. Dla upamiętnienia pomordowanych i zmarłych podczas zarazy w drugiej połowie XVII w. wzniesiono kościół cmentarny pod wezwaniem św. Leonarda.
Mimo usilnych starań prepozytorów jeżowskich miasto odbudowywało się wolno. W roku 1777 Jeżów posiadał 91 domów mieszkalnych i 546 mieszkańców i miał prawo do 4 jarmarków. W roku następnym król Stanisław August Poniatowski dodał do istniejących cztery nowe jarmarki.
W wyniku II rozbioru Polski (1793) Jeżów znalazł się we władzy Prus. Prusacy założyli w mieście garnizon wojskowy i sporządzili dokładny opis miasta (88 drewnianych domów, 393 mieszkańców, w tym osób głównych 93). W mieście było 27 rzemieślników, pozostali mieszkańcy utrzymywali się z rolnictwa (dysponując 44 końmi i 180 wołami pociągowymi) i z hodowli (spis niemiecki rejestruje ogółem: 97 krów, 61 owiec, 96 świń). W mieście był szpital-przytułek, w którym przebywało 8 starców lub kalek. Władzę w mieście sprawował burmistrz (Józef Szwaciński) przy pomocy 6 radnych. Sekularyzacja dóbr kościelnych w roku 1796 spowodowała likwidację prepozytury benedyktyńskiej. Dobra kościelne przeszły pod administrację króla pruskiego, a Jeżów stał się miastem królewskim. Tym samym miasto utraciło zamożnego patrona w postaci zakonu benedyktynów. W roku 1798 liczyło 98 domów i 526 mieszkańców. Dość znaczny wzrost ludności wiązał się z osiedlaniem się w Jeżowie kupców i rzemieślników żydowskich, którzy wcześniej nie mogli mieszkać w posiadłościach kościelnych.
W latach 1807–1815 Jeżów wchodził w skład Księstwa Warszawskiego. Jednak okres wojen napoleońskich nie był korzystny dla rozwoju miasta. 6 lipca 1807 roku rozgorzał wielki pożar, który strawił większość domów. W roku 1809 wybuchła epidemia cholery, która zdziesiątkowała ludność. W mieście przestały funkcjonować targi, szkoła elementarna została zamknięta. Funkcjonował w dalszym ciągu jedynie szpital-przytułek.
Wraz z utworzeniem Królestwa Polskiego pojawiły się symptomy rozwoju miasta. W roku 1815 wybrukowano rynek miejski, a w roku 1837 dwie główne ulice – Piotrkowską i Tylną. W roku 1826 wytyczono rewir dla Żydów, których liczba znacząco wzrastała. W roku 1830 miasto liczyło 102 domy i 798 mieszkańców, w tym 67 Żydów.
Według spisu z roku 1860 Jeżów posiadał 2 kościoły (jeden murowany, drugi cmentarny drewniany) i 125 domów (2 murowane). Miał 1217 mieszkańców, w tym 335 Żydów i 16 Niemców. W mieście były 2 zajazdy i 9 karczem. Handlem zajmowało się 60 osób, rzemiosłem 97, reszta mieszczan trudniła się hodowlą i rolnictwem.

### Utrata praw miejskich
W roku 1869 na mocy ukazu carskiego Jeżów utracił prawa miejskie, a w roku następnym decyzją gubernatora piotrkowskiego został włączony do gminy Popień (z siedzibą w Popieniu). Mimo degradacji Jeżów pozostał głównym ośrodkiem w gminie. Tu była jedyna w całej gminie szkoła początkowa, do której uczęszczało prawie dwustu uczniów (w drugiej istniejącej szkole w Katarzynowie, stworzonej przez kolonistów niemieckich, uczono wyłącznie w języku niemieckim i rosyjskim). Dobrze rozwijało się w Jeżowie szkolnictwo zawodowe.

### II wojna światowa
Podczas okupacji niemieckiej, w 1940, Niemcy utworzyli getto dla żydowskich mieszkańców. Przebywało w nim około 1600 Żydów. W marcu 1941 zostali wywiezieni do getta w Warszawie, a stamtąd do obozu zagłady Treblinka II i tam zamordowani.

### Odzyskanie statusu miasta
29 grudnia 2021 rada gminy Jeżów podjęła uchwałę w sprawie odzyskania praw miejskich przez Jeżów. Według wójta Mariusza Guzickiego chodzi o sprawiedliwość dziejową. Większość mieszkańców, z którymi rozmawiało Radio Łódź, przychylnie patrzy na starania władz samorządowych o przywrócenie praw miejskich. Termin przeprowadzenia konsultacji społecznych były dni 2-23 lutego 2022. W konsultacjach wzięło udział 801 spośród 2711 osób uprawnionych do głosowania (frekwencja 29,55%). Za nadaniem statusu miasta głos oddało 731 osób (91,26%), przeciwko było 40 głosujących (4,99%), 27 osób wstrzymało się od głosu (3,37%), a 3 głosy były nieważne. Dnia 25.03.2022 Rada Gminy Jeżów jednomyślnie, głosami 13 radnych przyjęła uchwałę XXXVI/258/2022 o wystąpieniu z wnioskiem o nadanie statusu miasta miejscowości Jeżów. 1 stycznia 2023 doszło do przywrócenia statusu miasta.

## Demografia
Dane z 31 grudnia 2023:
| Opis      | Ogółem | Ogółem | Kobiety | Kobiety | Mężczyźni | Mężczyźni |
| --------- | ------ | ------ | ------- | ------- | --------- | --------- |
| Jednostka | osób   | %      | osób    | %       | osób      | %         |
| Populacja | 1254   | 100    | 613     | 48,88   | 641       | 51,12     |

## Zabytki

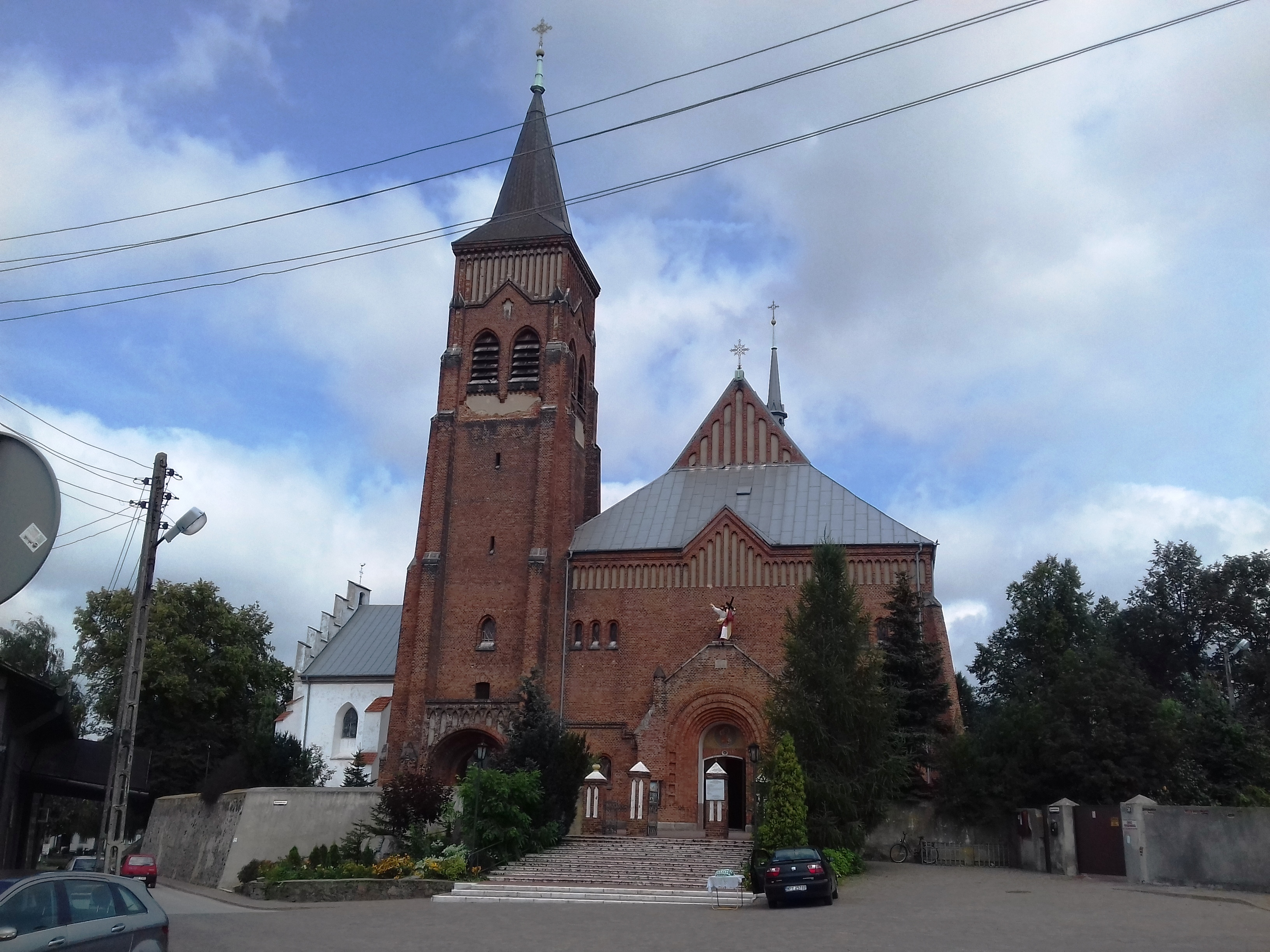
Kościół Św. Józefa Oblubieńca NMP

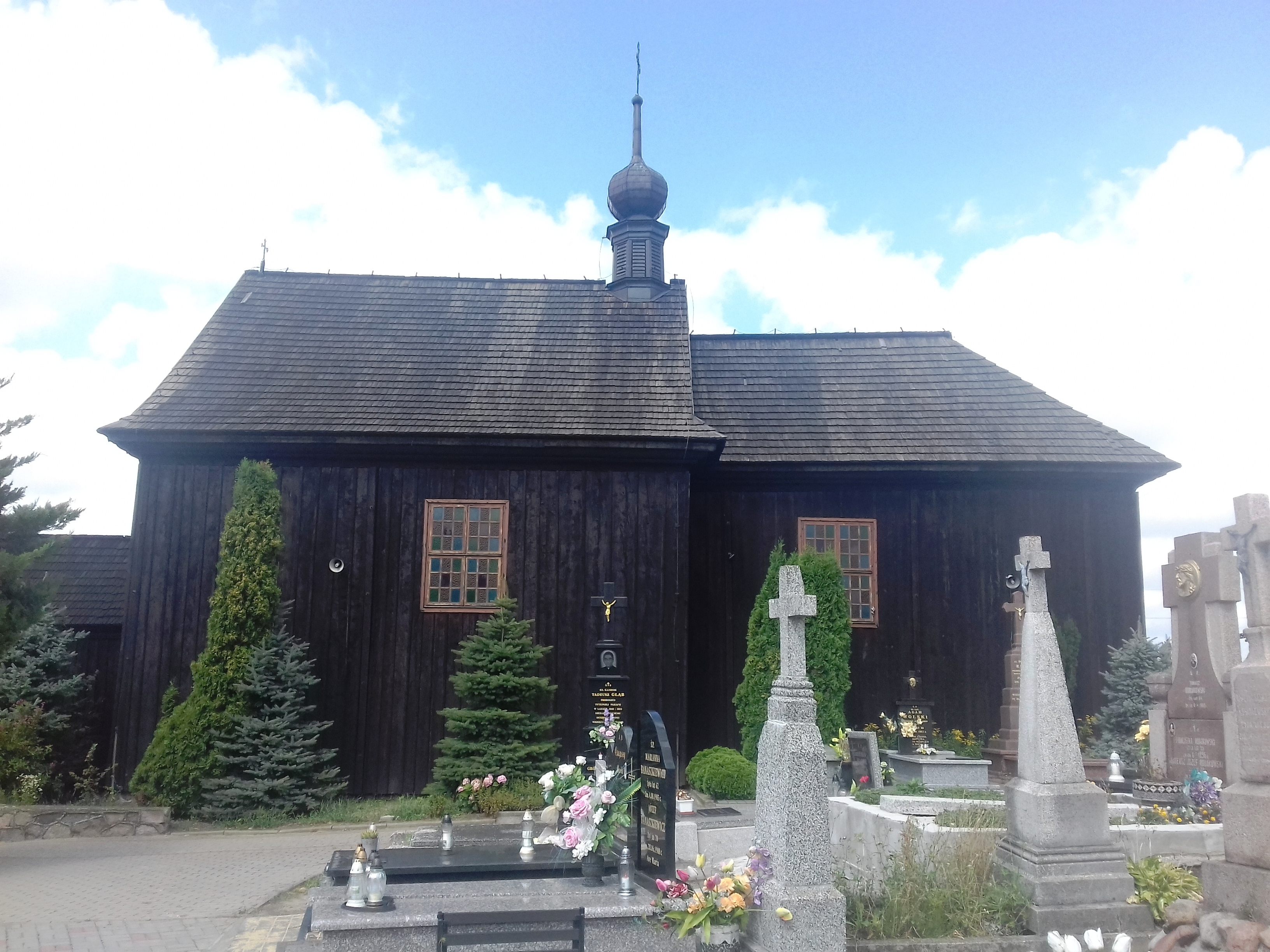
Kościół cmentarny Św. Leonarda

Według rejestru zabytków NID na listę zabytków wpisane są obiekty:
- zespół klasztorny benedyktynów, XVI–XX w.:
  - kościół, obecnie parafialny pw. św. Józefa (dobudowany do nawy kościoła św. Andrzeja), 1907–14, nr rej.: A-444 z 8.12.1976
  - kościół pw. św. Andrzeja, XVI w., nr rej.: 11-I-11 z 20.09.1947 i z 19.11.1960 oraz 11 z 27.05.1967
  - cmentarz kościelny, nr rej.: A 988 z 22.02.1995
  - dzwonnica, 1914, nr rej.: jw.
- cmentarz rzymskokatolicki, XIX w., nr rej.: 848 A z 30.12.1994
- kościół cmentarny pw. św. Leonarda, drewniany, 2 poł. XVII w., nr rej.: 10-I-10 z 20.09.1947 i z 19.11.1960 oraz 10 z 27.05.1967
- brama cmentarna, nr rej.: jw.
- cmentarz wojenny (żołnierzy polskich), ul. Wojska Polskiego, 1939–1945, nr rej.: 905/A z 21.12.1992
- kaplica (mauzoleum), 1884, nr rej.: jw.
- cmentarz wojenny z I wojny światowej (żołnierzy niemieckich), nr rej.: 944/A z 19.11.1993
- dom, al. 1 Maja 7/9, drewniany, pocz. XIX w., nr rej.: A-445 z 30.10.1976
- dom, al. 1 Maja 17, poł. XIX w., nr rej.: A-446 z 8.12.1976
- dom, ul. Rawska 7, 1 poł. XIX w., nr rej.: 517-I-11 z 23.01.1950
- dom, ul. Rawska 43, 1 poł. XIX w., 2 poł. XIX w., nr rej.: A-447 z 20.11.1976
- dom, ul. Szkolna 6, drewniany, 1820, nr rej.: 516-I-11 z 23.01.1950